# 德國國防軍陸軍第371步兵師
第371步兵師（德語：371. Infanterie-Division）是納粹德國國防軍陸軍的一個步兵師。該師於1942年2月組建。
該師組建後，在德國國內駐紮。1942年6月，該師調往東線，此後一直在當地作戰。
該師於1943年1月斯大林格勒战役被殲，同年2月17日在布列塔尼重建，并于1943年6月9日再次达到全师兵力，重建後轉戰東南歐等地。该师随后最初被赋予在意大利的海岸保护任务，并于1943年12月转移到克罗地亚参加在反游擊隊行动中。 从那里，它前往乌克兰北部、波兰和上西里西亚，在那里进行了几次防御战斗。
1945年春，第371步兵師參與了布雷斯勞圍城戰，並堅守布雷斯勞要塞直至戰爭結束。5月9日，该师在伊格劳-德意志布罗德地区（今捷克共和国北部）向苏联投降。

## 註腳
1. ↑  Mitcham（2007年）